# Neuenstall

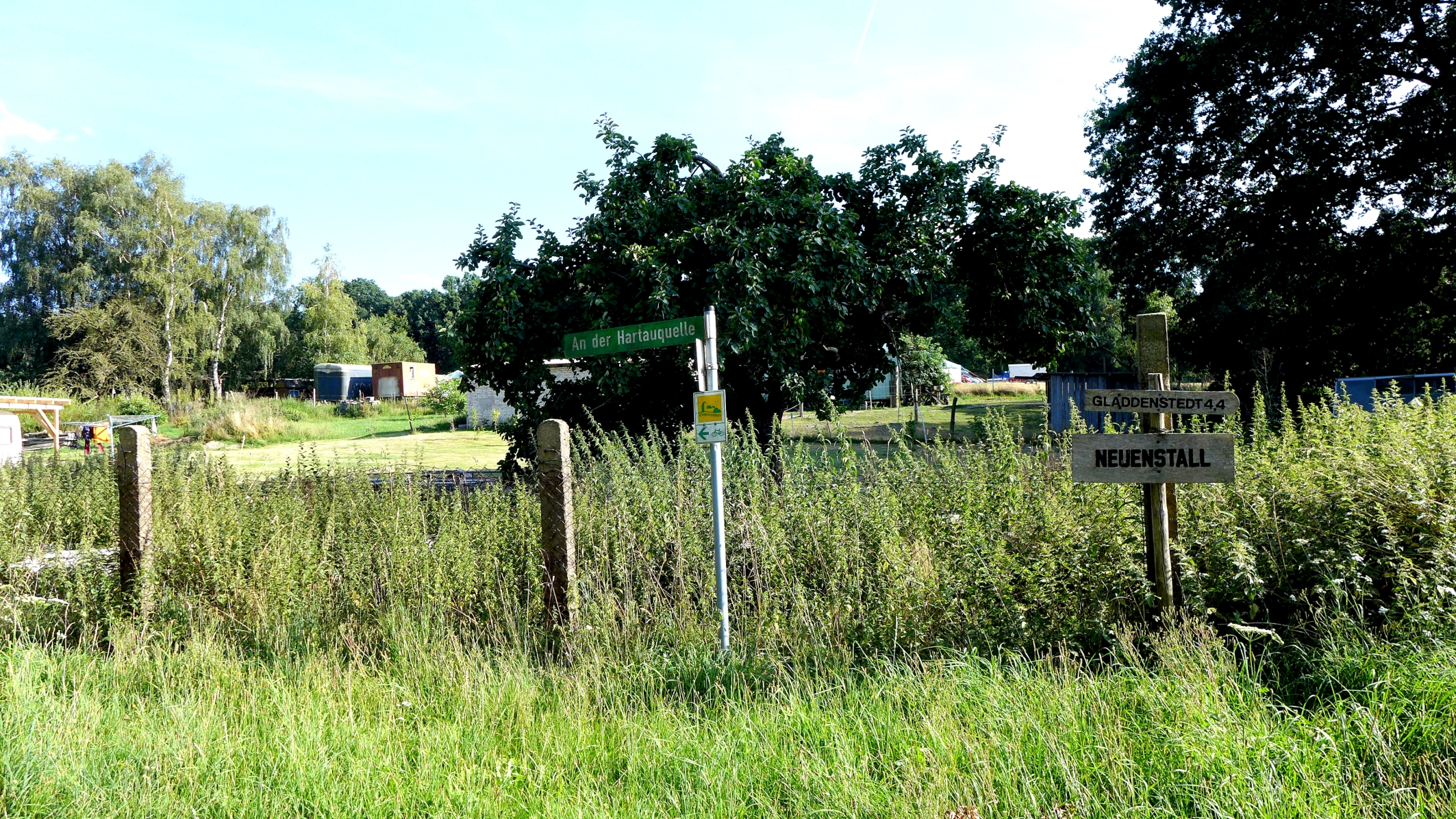
Splittersiedlung Neuenstall

Neuenstall ist eine Splittersiedlung der Gemeinde Jübar im Altmarkkreis Salzwedel in Sachsen-Anhalt.

## Geographie
Neuenstall liegt etwa zwei Kilometer südöstlich von Jübar an der Hartau, die hier ihre Quelle hat.

## Geschichte
Neuenstall wurde im Jahre 1745 Stall Neue bei Diesdorf erstmals erwähnt. Es war ein vom Domänenamt Diesdorf angelegtes Schäfereivorwerk. Einige Jahre später, im Jahre 1754, wurde Neuenstall (1804 auch Neustall genannt) als Kolonistendorf im Lüdelsenschen Forstrevier angelegt.
Die historische Bevölkerung von Neuenstall ist für die Jahre 1703 bis 1814 in einem Ortsfamilienbuch dokumentiert.
Ab Mitte der 1980er Jahre wurde Neuenstall als Ortsteil der Gemeinde Lüdelsen geführt.
Seit der Eingemeindung der Gemeinde Lüdelsen in die Gemeinde Jübar am 1. Januar 2010 wird Neuenstall nicht mehr als Ortsteil, sondern als Splittersiedlung geführt, die zum Ortsteil Lüdelsen gehört.

## Einwohnerentwicklung
| Jahr | Einwohner |
| ---- | --------- |
| 1774 | 15        |
| 1789 | 16        |
| 1798 | 13        |
| 1801 | 13        |
| 1818 | 18        |

| Jahr | Einwohner |
| ---- | --------- |
| 1840 | 39        |
| 1871 | 49        |
| 1885 | 43        |
| 1895 | 49        |
| 1905 | 40        |

Quelle:

## Religion
Die evangelischen Christen aus Neuenstall gehören zur Kirchengemeinde Lüdelsen. Wohl erst seit der Errichtung der Kirche in Lüdelsen im Jahre 1924. Davor gehörten sie zur Kirchengemeinde Jübar. In aktuellen kirchlichen Verzeichnissen wird Neuenstall nicht genannt. Heute gehört die Kirchengemeinde Lüdelsen zum Pfarrbereich Rohrberg des Kirchenkreises Salzwedel im Bischofssprengel Magdeburg der Evangelischen Kirche in Mitteldeutschland.